# Вімблдонський турнір 1984
Вімблдонський турнір 1984 проходив з 25 червня по 8 липня 1984 року на кортах Всеанглійського клубу лаун-тенісу і крокету в передмісті Лондона Вімблдоні. Це був 98-ий Вімблдонський чемпіонат, а також другий турнір Великого шолома з початку року. 

## Огляд подій та досягнень
На святкову церемонію з нагоди століття першого жіночого турніру було запрошено 17 з 20 ще живих минулих чемпіонок. Їм вручили ювілейні кришталеві вази. 
Минулорічні чемпіони в усіх п'яти видах змагань серед дорослих відстояли свої титули. 
Джон Макінрой виграв свій третій Вімблдон і сьомий турнір Великого шолома загалом. Мартіна Навратілова виграла Вімблдон уп'яте й стала, враховуючи перемогу в парі, 27-разовою чемпіонкою турнірів Великого шолома.

## Результати фінальних матчів

### Дорослі
| Одиночний розряд. Джентльмени   |                          |                         |
| Джон Макінрой                   | Джиммі Коннорс           | 6–1, 6–1, 6–2           |
|                                 |                          |                         |
| Одиночний розряд. Леді          |                          |                         |
| Мартіна Навратілова             | Кріс Еверт-Ллойд         | 7–6(7–5), 6–2           |
|                                 |                          |                         |
| Парний розряд. Джентльмени      |                          |                         |
| Пітер Флемінг Джон Макінрой     | Пет Кеш Пол Макнамі      | 6–2, 5–7, 6–2, 3–6, 6–3 |
|                                 |                          |                         |
| Парний розряд. Леді             |                          |                         |
| Мартіна Навратілова Пем Шрайвер | Кеті Джордан Енн Сміт    | 6–3, 6–4                |
|                                 |                          |                         |
| Мікст                           |                          |                         |
| Венді Тернбулл Джон Ллойд       | Кеті Джордан Стів Дентон | 6–3, 6–3                |
|                                 |                          |                         |

### Юніори
| Одиночний розряд. Хлопці    |                                     |                |
| Марк Кратцманн              | Стефан Крюгер                       | 6–4, 4–6, 6–3  |
|                             |                                     |                |
| Одиночний розряд. Дівчата   |                                     |                |
| Анабел Крофт                | Елна Райнах                         | 3–6, 6–3, 6–2  |
|                             |                                     |                |
| Парний розряд. Хлопці       |                                     |                |
| Рікі Браун Роббі Вейсс      | Марк Кратцманн Юнас Свенссон        | 1–6, 6–4, 11–9 |
|                             |                                     |                |
| Парний розряд. Дівчата      |                                     |                |
| Керолайн Кулмен Стефані Реє | Вікторія Мілвідська Лариса Савченко | 6–3, 5–7, 6–4  |
|                             |                                     |                |